# حسین هوتکی
حسین هوتک یا شاه حسين هوتک پسر میرویس خان هوتک، پنجمین و آخرین فرمانروای سلسله هوتکیان بود. وی در سال ۱۷۲۵ میلادی و پس از مرگ برادرش محمود به حکومت رسید. او فرمانروای قندهار بود، درحالی که پسر عمویش اشرف از اصفهان بر بخش‌هایی از ایران حکومت می‌کرد.
مرگ اشرف افغان در سال ۱۷۲۹ میلادی، پایانی بر حکومت کوتاه هوتکیان در ایران بود، اما قندهار تا سال ۱۷۳۸ که نادرشاه آن را فتح کرد تحت کنترل حسین قرار داشت. حسین با شرط امان از نادرشاه از قلعه قندهار خارج شد. نادرشاه به او خلعت داد و او را تحسین کرد. بدین ترتیب قندهار تسلیم نادرشاه شد. چند روز بعد نادرشاه، حسین را نزد تهماسب دوم فرستاد به این بهانه که تهماسب می‌خواهد او را ببیند و به حسین گفت گزندی از تهماسب به تو نخواهد رسید. حسین به سبزوار فرستاده شد و به‌دنبال آن نادرشاه نامه‌ای برای تهماسب فرستاد که حسین پسر میرویس را نزد تو فرستادم و انتقام مرگ پدر و برادرانت را از این بگیر. تهماسب که خود در سبزوار تبعید بود هنگامی که حسین را به حضورش آوردند چیزی نگفت و او را از پیش خود راند. نادرشاه به مأموران خود دستور داده بود اگر تهماسب او را نکشت او را به قتل برسانند و بدین ترتیب با ریختن زهر در غذا، او را به قتل رساندند.